# OGC Nice
OGC Nice (Olympique Gymnaste Club de Nice-Côte d'Azur) je klub francouzské Ligue 1, sídlící ve městě Nice. OGC Nice patří k předním klubům Francie. Klub byl založen roku 1904. Hřištěm klubu byl Stade Municipal du Ray s kapacitou 15 761 diváků, roku 2013 byl otevřen nový stadión Allianz Riviera, na kterém se budou hrát také zápasy mistrovství Evropy ve fotbale 2016. Symbolem klubu je orel, týmové barvy jsou červená a černá. Největším rivalem je AS Monaco FC, vzájemný zápas je nazýván Derby de la Côte d'Azur.
Klub byl založen pod názvem Gymnaste Club de Nice, roku 1919 se sloučil s dalším místním týmem Gallia Football Athlétic Club a od roku 1924 nese současný název, inspirovaný pařížskou olympiádou. Byl jedním z dvaceti mužstev, které v roce 1932 nastoupily do prvního ročníku celostátní profesionální ligy (dnes Ligue 1). V nejvyšší soutěži hrálo Nice v letech 1932/33–1933/34, 1939/40–1944/45, 1948/49–1963/64, 1965/66–1968/69, 1970/71–1981/82, 1985/86–1990/91, 1994/95–1996/97 a od sezóny 2003/04. Nejúspěšnějším obdobím klubu byla padesátá léta, kdy získal čtyři mistrovské tituly a hrál čtvrtfinále PMEZ 1956/57 a PMEZ 1959/60. Nejvíc reprezentačních startů z hráčů OGC Nice si připsal Dominique Baratelli, nejlepším střelcem v historii klubu je Joaquín Valle se 339 brankami. Za klub hráli také David Ospina, Hugo Lloris nebo Josip Katalinski.

## Získané trofeje

### Vyhrané domácí soutěže
- 1. francouzská liga (4×)

(1951, 1952, 1956, 1959)
- Francouzský fotbalový pohár (3×)

(1952, 1954, 1997)

### Vyhrané mezinárodní soutěže
- Finalista Latinského poháru 1952

## Hráči
K 24. srpnu 2022.
| Číslo |            | Pozice | Hráč                  |
| ----- | ---------- | ------ | --------------------- |
| 1     | Dánsko     | B      | Kasper Schmeichel     |
| 4     | Brazílie   | O      | Dante (kapitán)       |
| 6     | Francie    | Z      | Morgan Schneiderlin   |
| 7     | Alžírsko   | Ú      | Andy Delort           |
| 8     | Nizozemsko | Z      | Pablo Rosario         |
| 10    | Francie    | Ú      | Alexis Claude-Maurice |
| 11    | Francie    | Ú      | Amine Gouiri          |
| 14    | Alžírsko   | Z      | Billal Brahimi        |
| 16    | Wales      | Z      | Aaron Ramsey          |
| 18    | Rumunsko   | Z      | Rareș Ilie            |
| 19    | Francie    | Z      | Khéphren Thuram       |
| 20    | Alžírsko   | O      | Youcef Atal           |
| 21    | Francie    | Z      | Alexis Beka Beka      |

| Číslo |                   | Pozice | Hráč                                   |
| ----- | ----------------- | ------ | -------------------------------------- |
| 22    | Nizozemsko        | Ú      | Calvin Stengs                          |
| 23    | Švýcarsko         | O      | Jordan Lotomba                         |
| 25    | Francie           | O      | Jean-Clair Todibo                      |
| 26    | Francie           | O      | Melvin Bard                            |
| 27    | Francie           | Z      | Alexis Trouillet                       |
| 28    | Alžírsko          | Z      | Hicham Boudaoui                        |
| 29    | Pobřeží slonoviny | Ú      | Nicolas Pépé (na hostování z Arsenalu) |
| 35    | Francie           | Z      | Badredine Bouanani                     |
| 42    | Itálie            | O      | Mattia Viti                            |
| 77    | Alžírsko          | B      | Teddy Boulhendi                        |
| 90    | Polsko            | B      | Marcin Bułka                           |
| 97    | Francie           | Ú      | Lucas Da Cunha                         |
| 99    | Gabon             | Z      | Mario Lemina                           |